# KLS-II
KSL-II – polski szybowiec amatorski, skonstruowany w dwudziestoleciu międzywojennym.

## Historia
W 1925 roku Jerzy Osiński i inż. Władysław Zalewski zaproponowali opracowanie projektu szybowca, który miał być przeznaczony do budowy amatorskiej. W 1926 roku Antoni Uszacki opracował projekt szybowca a inż. Władysław Zalewski instrukcję jego budowy oraz instrukcję wykonywania lotów szybowcowych. Materiały te, w postaci światłokopii były dystrybuowane przez redakcję „Młodego Lotnika”. Komplet dokumentów kosztował 10 zł a koszt materiałów potrzebnych do zbudowania szybowca zamykał się w kwocie 100 zł. W celu obniżenia kosztów produkcji na podstawowy element budowlany wybrano sosnowe kije od szczotek o średnicy 25 i 30 mm.
Prototyp szybowca został zbudowany w 1926 roku przez międzyszkolne Koło Lotnicze „Start” w Warszawie. Bolesław Miszułowicz, prezes Koła i budowniczy, wprowadził kilka zmian w konstrukcji. Nie doszło do jego oblatania, w maju 1927 roku został zaprezentowany pawilonach wystawienniczych „Łobzowianki” na Wystawie Lotniczej Ligi Obrony Powietrznej i Przeciwgazowej. Następnie był przechowywany w hangarze LOPP na lotnisku mokotowskim. W 1928 roku LOPP zażądał zwolnienia miejsca w hangarze, więc członkowie Koła „Start” przeprowadzili próby holowania szybowca za samochodem. Podczas nich szybowiec został rozbity, nie podjęto prób jego odbudowy.

## Konstrukcja
Jednomiejscowy szybowiec konstrukcji drewnianej, w układzie dwupłatu. 
Kadłub kratowy, usztywniony w płaszczyźnie pionowej naciągami z drutu stalowego. Pilot siedział na siodełku zamocowanym do jednego z prętów kadłuba, dysponował drążkiem sterowym i pedałami. Płaty o obrysie prostokątnym i konstrukcji dwudźwigarowej. Górny płat o większej rozpiętości od dolnego, tylko on był wyposażony w lotki. Skrzydła kryte wyłącznie od dołu płótnem. Usterzenie krzyżowe, wyłącznie od dołu kryte płótnem. Napęd lotek i sterów linkami stalowymi. Podwozie składało się z dwóch równoległych płóz jesionowych oraz amortyzowanej płozy ogonowej. Start szybowca odbywał się na nogach biegnącego pilota, lądowanie mogło odbywać się na nogach lub na płozach. 